# Movsar Barajev
Movsar Bukharovitj Barajev (tjetjensk: Мовсар Бухарович Бараев; 26. oktober 1979 – 26. oktober 2002), tidligere kendt som Suleimanov, var en tjetjensk terrorisk der i oktober 2002 ledte banden (Special Purpose Islamic Regiment) der stod bag terrorangrebet mod Dubrovka-teateret i Moskva (129+ døde). Barajev blev selv dræbt af russiske sikkerhedsstyrker under stormen på teateret. Han døde på sin 23. års fødselsdag.
Movsar Barajev var nevø til den berygtede tjetjenske bandit Arbi Barajev, der var den oprindelige skaber af gruppen Special Purpose Islamic Regiment (SPIR). Da Arbi Barajev blev dræbt (ifølge nogle beretninger tortureret til døde) af russiske sikkerhedsstyrker i 2001 overtog Movsar ledelsen af gruppen. Movsar der oprindeligt hed "Movsar Suleimanov" skiftede i den anledning navn til "Movsar Barajev" for at ære hans onkel. Movsar Barajev var, ligesom hans onkel Arbi, en svoren fjende af den tjetjenske "præsident" Aslan Maskhadov
Movsar Barajev drejede SPIR, der under Arbi Barajevs ledelse hovedsageligt blot havde været en lokal tjetjensk kriminel bande – om end en særdeles brutal og voldelig af slagsen, over i en mere politisk og religiøs retning. Movsar Barajev brugte SPIR til at kanalisere penge fra arabiske terrororganisationer til sig selv og andre tjetjenske grupper. Under Movsars ledelse startede gruppen en serie af væbnede angreb og terrorangreb på russiske styrker, hvilket ultimativt ledte til terrorangrebet i Moskva hvor han ledte en bande på omkring 40 SPIR terrorister (inklusivt stor andel meget omtalte kvindelige selvmordsterrorister kaldet Sjakhidka). De holdt omkring 850 gidsler fanget i tre døgn og truede med at dræbe dem alle hvis ikke deres krav blev opfyldt. Movsar Barajev og hovedparten af angriberne døde under den afsluttende storm af russiske specialstyrker (Spetsnas – Alfa). Ingen af hans krav blev opfyldt.